# Растенберг
Растенберг (нім. Rastenberg) — місто в Німеччині, розташоване в землі Тюрингія. Входить до складу району Земмерда. Складова частина об'єднання громад Келледа.
Площа — 35,42 км2. Населення становить 2506 ос. (станом на 31 грудня 2021).